# Poecilotheria smithi
Poecilotheria smithi é uma espécie de aranha pertencente à família Theraphosidae (tarântulas).